# Jamno (obwód brzeski)
Jamno (biał. Ямна, Jamna; ros. Ямно) – wieś na Białorusi, w obwodzie brzeskim, w rejonie brzeskim, w sielsowiecie Telmy, nad Muchawcem. Od zachodu i północy graniczy z Brześciem.
Miejscowość wzmiankowana w związku z dokonanym w 1733 roku napadem Tyszkowicza z żołnierzami na dwór w Jamnie, który subarendował Brzozowski, subkontrahent leśnictwa białowieskiego. 
W XIX w. wieś, osada i majątek ziemski. W dwudziestoleciu międzywojennym leżało w Polsce, w województwie poleskim, w powiecie brzeskim, w gminie Kosicze. Po II wojnie światowej w granicach Związku Sowieckiego. Od 1991 w niepodległej Białorusi.